# Baptiste (série de televisão)
Baptiste é uma série de drama da TV britânica estrelado por Tchéky Karyo como Julien Baptiste, um personagem que se originou na série The Missing. O spinoff é produzido pela Two Brothers Pictures e distribuído mundialmente por sua empresa matriz a All3Media. A primeira série foi transmitida pela BBC One a partir de fevereiro de 2019 e foi escrita por Jack e Harry Williams, que também escreveu The Missing. Nos Estados Unidos, foi transmitido pela PBS em sua série Masterpiece começando em 12 de abril de 2020. Uma segunda série começou na BBC One em 18 de julho de 2021.

## Sinópse
O programa usa um dos personagens centrais da série de TV, The Missing, o detetive Julien Baptiste, interpretado por Tchéky Karyo. A esposa e a filha de Baptiste são interpretadas pelos mesmos atores de The Missing e todos os demais personagens e atores estrelando na série são novos.
Depois de operar seu tumor no cérebro, Julien Baptiste afirma que não é mais o homem que costumava ser. Seu ex-chefe o convence a ajudar a polícia holandesa a procurar uma garota de programa escravizada de 15 anos desaparecida em Amsterdã. Enquanto procura, ele conhece Edward Stratton, o tio da garota desaparecida. Nem tudo é o que parece com Edward e a série também apresenta Kim Vogel, que tem um histórico criminal, e Constantin, um cidadão romeno que é visto assassinando e desmembrando uma vítima no início do programa.

## Elenco
- Tchéky Karyo como Julien Baptiste
- Tom Hollander como Edward Stratton
- Jessica Raine como Genevieve Taylor
- Clare Calbraith como Clare
- Talisa Garcia[7] como Kim Vogel
- Trystan Gravelle como Greg
- Anastasia Hille como Celia Baptiste
- Anna Próchniak como Natalie Rose
- Barbara Sarafian como Martha Horchner
- Alec Secăreanu como Constantin
- Nicholas Woodeson como Peter
- Boris Van Severen como Niels Horchner
- Fiona Shaw como Emma Chambers (série 2)[8]
- Gabriella Hámori como Kamilla Agoston (série 2)
- Stuart Campbell como Alex Chambers (série 2)
- Conrad Khan como Will Chambers (série 2)
- Dorka Gryllus como Zsófia Arslan (série 2)
- Miklós Béres como Andras Juszt (série 2)

## Episódios
| Temporada | Temporada | Episódios | Episódios | Originalmente exibido | Originalmente exibido |
| Temporada | Temporada | Episódios | Episódios | Estreia da temporada  | Final da temporada    |
| --------- | --------- | --------- | --------- | --------------------- | --------------------- |
|           | 1         | 6         | 6         | 17 fevereiro 2019     | 24 março 2019         |
|           | 2         | 6         | 6         | 18 julho 2021         | 22 agosto 2021        |

## Produção
A BBC anunciou em abril de 2018 que um spin-off de sua série de sucesso The Missing entraria em produção e foi programado para ser transmitido em 2019.
A maior parte da ação da primeira temporada foi ambientada em Amsterdã, na Holanda; embora algumas cenas externas tenham sido filmadas lá, algumas foram na verdade filmadas em Antuérpia e Ghent, na Bélgica. Além disso, várias cenas foram filmadas em Deal, Kingsdown, Ramsgate e Sandwich, todas em Kent, Inglaterra.
A primeira temporada foi constituída de seis episódios, todos transmitidos no domingo a noite.
Uma segunda e última temporada começou na BBC One em 18 de julho de 2021.

## Recepção
Carol Midgley, escrevendo no The Times, deu ao primeiro episódio nota três de cinco e declarou os primeiros 45 minutos como "nada assombrosos", embora os últimos 15 minutos tenham aumentado e a deixado "semi-intrigada". The Guardian descreveu a série como um "spin-off lento" e "o a abertura leva você a um enredo sombrio e atraente".
O Daily Telegraph descreveu a primeira temporada como "vale a pena acompanhar" e deu nota três de cinco.